# Rio do Pires
Rio do Pires là một đô thị thuộc bang Bahia, Brasil. Đô thị này có diện tích 889,359 km², dân số năm 2007 là 11944 người, mật độ 13,4 người/km².